# Aéroport régional d’Owen Sound-Billy Bishop
L'aéroport régional d’Owen Sound-Billy Bishop est un aéroport situé en Ontario, au Canada.